# Narodni park Band-e Amir
Narodni park Band-e Amir (darijsko پارک ملی بند امیر; paštunsko د امیر بند ملي پارک) je v osrednji provinci Bamijan v Afganistanu. Ustanovljen je bil 22. maja 2009 kot prvi narodni park v Afganistanu za spodbujanje in zaščito naravne lepote niza intenzivno modrih jezer, ki so jih ustvarili naravni jezovi visoko v Hindukušu. Band-e-Amir je veriga šestih jezer v južnem goratem puščavskem območju narodnega parka. Jezera so nastala iz z minerali bogate vode, ki je pronicala iz prelomov in razpok v skalnati pokrajini. Sčasoma je voda odložila plasti utrjenega minerala (travertina), ki se je vgradil v stene, ki zdaj vsebujejo vodo. Reka Balh izvira tukaj in teče v provinco Balh na severu.
Glede na (), ki je opravil intervju z Mustafo Zahirjem, ki je bil takrat vodja afganistanske okoljevarstvene agencije, preden je bil Band-e-Amir ustanovljen kot prvi narodni park v Afganistanu, so obstajali načrti za uporabo območja za projekt hidrojezov. Ta potencialna grožnja naravnim lepotam in ekološkemu pomenu regije je spodbudila Abdullaha Barata, hazarskega aktivista, ki prihaja iz doline Šaidan in vodjo podpisarne Future Generations v Bamijanu, naj ukrepa. Zavedal se je pomena ohranjanja te nedotaknjene pokrajine.
Glede na Floro MacDonald, nekdanjo zunanjo ministrico Kanade, ki je takrat delala v Afganistanu, je v svoji knjigi  je Abdullah Barat začel kampanjo, da bi Agencijo za varstvo okolja in Mustafo Zahirja, vnuka zadnjega afganistanskega kralja, usmerili k alternativni pogled.
Z vztrajnim zagovarjanjem in strastnimi prošnjami je Abdullahu Baratu uspelo prepričati afganistansko kraljevo osebnost, da ponovno razmisli o usodi Band-e-Amirja. Izpostavil je neprecenljivo ekološko in kulturno dediščino regije, pri čemer je izpostavil njen potencial kot nacionalno bogastvo in ne zgolj vir razvoja. Baratova prizadevanja so na koncu privedla do ključne odločitve: razglasitev Band-e-Amirja za prvi afganistanski narodni park. Ta preobrazbeni premik v politiki ni samo zaščitil naravnih čudes Band-e-Amirja, temveč je postavil tudi precedens za prizadevanja za ohranitev po vsem Afganistanu. Zahvaljujoč odločnosti in zagovorništvu Abdullaha Barata lahko prihodnje generacije zdaj cenijo in imajo koristi od ekološkega bogastva, ohranjenega v mejah prvega afganistanskega naravnega parka.
Po podatkih Društva za ohranjanje divjih živali (WCS), ki je afganistanski vladi pomagalo vzpostaviti park, je Band-e-Amir eden redkih travertinskih sistemov na svetu. Nastala so tako, da je voda, bogata z ogljikovim dioksidom, iztekla iz prelomov, da bi odložila oborino kalcijevega karbonata v obliki travertinskih sten, ki danes hranijo vodo teh jezer. Band-e-Amir je eno redkih naravnih jezer na svetu, ki so nastala iz travertinskih sistemov. Band-e-Amir je bil opisan kot afganistanski narodni park Grand Canyon in privabi več kot 100.000 domačih in tujih turistov letno.

## Zgodovina
Ime Band-e-Amir v darijščini dobesedno pomeni 'vladarjev jez', kar se po mnenju nekaterih nanaša na Alija, četrtega kalifa muslimanov. Na območju prevladujejo etnični Hazari, ki naj bi predstavljali okoli 10 odstotkov prebivalstva Afganistana.
V svojem Vodniku po Afganistanu iz leta 1970 je zgodovinarka Nancy Dupree zapisala, da bi popoln opis Band-e-Amirja »nepoznavalce oropal čudeža in začudenja, ki ga povzroča vsem, ki ga pogledajo«. Deli bollywoodskega filma Dharmatma iz leta 1975 s Ferozom Kanom in Hemo Malini so bili posneti v narodnem parku Band-e-Amir.
Leta 2004 je bil Band-e-Amir vpisan na poskusni seznam Unescove svetovne dediščine. Prizadevanja, da bi Band-e-Amir postal narodni park, so se začela v 1970-ih, a so bila nato zaradi vojn ustavljena.
Aprila 2009 je bil Band-e-Amir končno razglašen za prvi narodni park v Afganistanu. Do leta 2023 je število lokalnih in tujih turistov, ki so obiskali narodni park Band-e-Amir, preseglo 100.000. Območje nadzorujejo čuvaji parka.

## Geografija
Band-e-Amir je približno 75 km severozahodno od starodavnega mesta Bamijan, blizu mesta Jakavlang. Skupaj z Bamijansko dolino sta srce afganistanskega turizma, ki vsako leto pritegne več kot 100.000 domačih in tujih turistov. Jezera Band-e-Amir so predvsem pozno spomladanska in poletna turistična destinacija, saj je visoko ležeča osrednja regija Hazaradžat v Afganistanu pozimi izjemno mrzla s temperaturami do –20 °C. Šest sestavnih jezer Band-e Amir je:
- Band-e Gholaman (Jezero sužnjev)
- Band-e Qambar (Jezero sužnja kalifa Alija)
- Band-e Haibat (Jezero grandioznega)
- Band-e Panir (Jezero sira)
- Band-e Pudina (Jezero divje mete)
- Band-e Zulfiqar (Jezero Alijevega meča)

Pregrade med jezeri tvorijo beli travertinski jezovi, ki jih ustvarjajo prelomnice, ki prevladujejo v dolini Band-e-Amir. Band-e Haibat je največji in najgloblji od šestih, s povprečno globino približno 150 metrov, kot je ocenila potapljaška ekipa Provincial Reconstruction Team iz Nove Zelandije. Drugo primerljivo jezero je Band-e Aždahar (Zmaj), ki je nekaj kilometrov jugovzhodno od mesta Bamijan, in je prav tako nastalo kot posledica vode, bogate z ogljikovim dioksidom, ki izteka iz prelomov pod zemljo in odlaga oborino kalcijevega karbonata, da nastane travertinske stene.
- Jezero Band-e Amir
- Eno od jezer v območju parka
- Še eno od jezer v območju parka
- Band-e Panir

## Trenutno stanje
Po formalni ustanovitvi parka leta 2009 je bila ustanovljena parkovna pisarna z nadzornikom parka in skupino čuvajev, ki skrbijo za ohranjanje in zaščito naravnih virov parka. WCS je edina nevladna organizacija s pisarno v parku. WCS podpira osebje parka in sodeluje z lokalno skupnostjo pri spodbujanju ohranjanja in trajnostne rabe naravnih virov. Ekoturizem naj bi zmanjšal lokalno gospodarsko odvisnost od naravnih virov parka. Turisti obiščejo Band-e-Amir predvsem v poletnih mesecih, ko je vreme toplo. Slabo lokalno gospodarstvo in omejene zunanje naložbe so ovirale prizadevanja za privabljanje zimskega turizma.
Lokalno prebivalstvo narodnega parka Band-e-Amir se za preživetje močno zanaša na naravne vire parka. Paša živine, nabiranje grmovja za gorivo in zimsko krmo ter poljedelstvo s padavinsko krmo se še vedno pogosto izvaja znotraj meja parka. Čeprav urad parka uradno prepoveduje nezakonit lov na ptice in nekaj sesalcev, ki živijo v parku, ni trenutnih podatkov za oceno stanja divjih živali in biotske raznovrstnosti.
Avgusta 2023 so talibani ženskam prepovedali vstop v park, pri čemer je vršilec dolžnosti ministra za vrlino in slabost, Mohamed Khaled Hanafi, trdil, da ženske v parku niso nosile hidžaba.

### Pomembno območje za ptice
41.000 ha veliko območje, ki prekriva narodni park, je BirdLife International označil za pomembno območje za ptice (IBA), ker podpira populacije himalajskih snežnih petelinov (Tetraogallus himalayensis), afganistanskih škrjancev (calandrella acutirostris), planinskega vrabca (montifringilla nivalis), afganistanskega snežaka (Pyrgilauda theresae) in azijskega škrlatnega ščinkavca (Rhodopechys sanguineus). Poročali so, da je v parku več kot 170 vrst ptic.